# Річард Боудлер Шарп
Річард Боудлер Шарп (англ. Richard Bowdler Sharpe, 22 листопада 1847 — 25 грудня 1909) — англійський зоолог і орнітолог. Працював куратором колекції птахів у Британському музеї природничої історії. Написав низку наукових праць і монографій, уклав багатотомний каталог птахів з колекції музею. Він описав низку видів птахів. Деякі птахи були названі на честь Шарпа.

## Біографія
Річард Боудлер Шарп народився в Лондоні в 1847 році. Він був первістком Томаса Боудлера Шарпа, відомого видавця ілюстрованого періодичного журналу «Sharpe's London Magazine». Річард вчився в Пітерборо і Лафборо. В 16 років він повернувся до Лондону, де почав працювати клерком в WH Smith & Sons. З дитинства він цікавився орнітологією. В 1865 році він почав працювати на торгівця книгами Бернарда Кворіча, де отримав можливість вивчати орнітологічні книги. Там він почав працювати на першою монографією про рибалочкових птахів. На свою платню він купував зразки птахів. В дев'ятнадцять років, в 1876 році він став бібліотекарем Лондонського зоологічного товариства за рекомендацією Осберта Селвіна і Філіпа Склейтера. В цей час він завершив свою «Monograph of the Kingfishers». Книга складалася з кількох частин і мала 121 ілюстрацію.
Шарп почав працювати з Генрі Дрессером над книгою «Історія птахів Європи» (A History of the Birds of Europe), однак був змушений перервати співпрацю. Після смерті Джорджа Роберта Грея в 1872 році Шарп приєднався до Британського музею в якості старшого помічника у відділі зоології, відповідального за колекцію птахів. 3 грудня 1867 року він одружився з Емілі Елізою, дочкою Дж. Берроуза з Кукхема. В 1971 році він назвав новий вид рибалочки (Tanysiptera emiliae) на честь дружини. Річард Шарп мав десять дочок. Багато з них допомагали йому в укладані книжок і в створенні ілюстрацій. Одна з його дочок, Емілі Марі Боудлер Шарп стала ентомологинею і працювала у відділі ентомології Музею природничої історії з 1905 по 1925 роки.
В 1895 році Шарп став помічником керівника відділення і займав цю посаду до смерті від пневмонії в 1909 році. Він помер в своєму маєтку в Чизіку. В 1911 році його дружині і дочкам Емілі Марії, Аді Лавінії і Єві Августі була надана пенсія в розмірі £100.

## Науковий доробок і нагороди

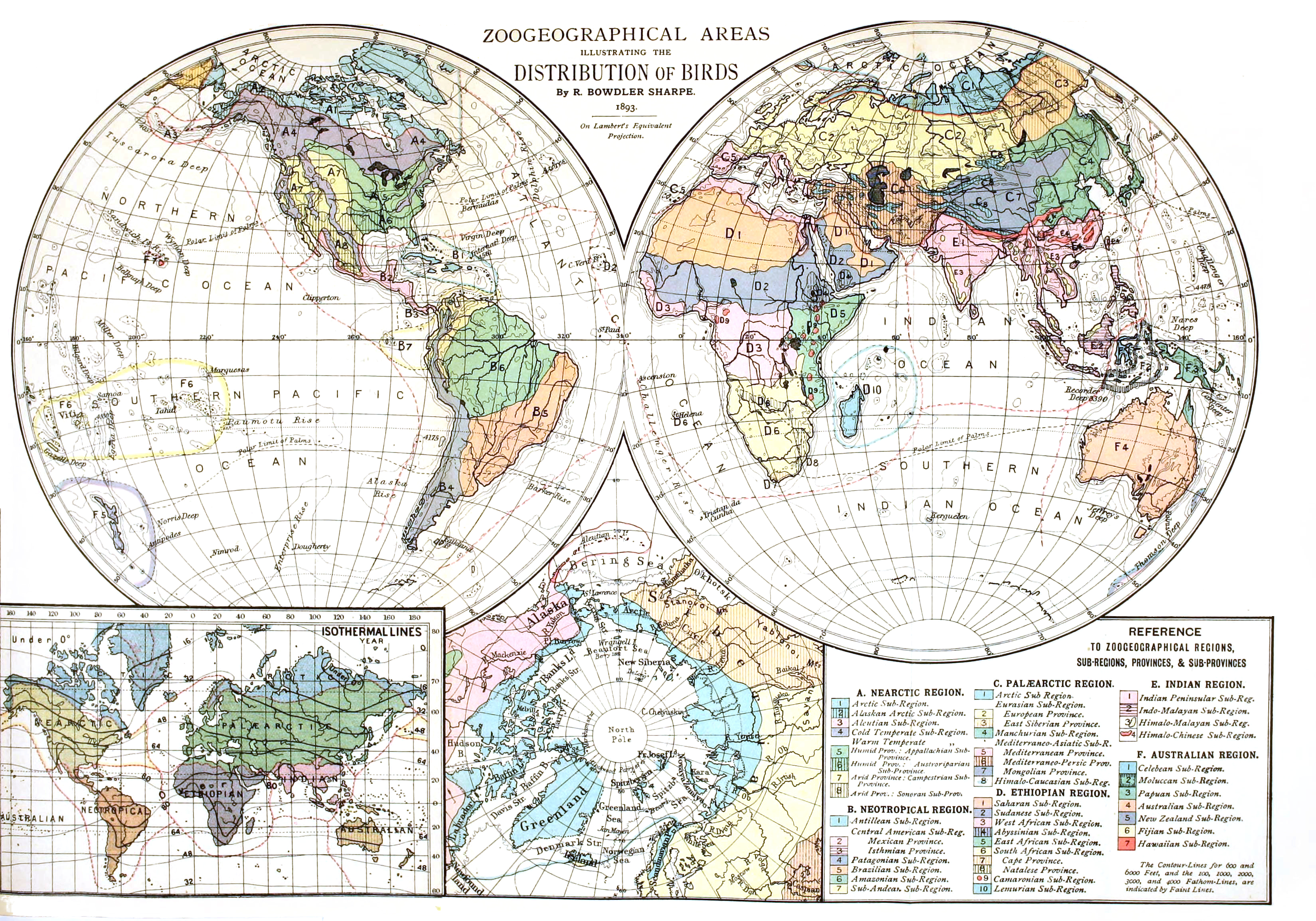
Зоогеографічна мапа Шарпа

Як куратор колекції птахів, Річард Шарп займався систематизацією і каталогізацією колекцій. Він брав участь в поповненні фонду, домовляючись з колекціонерами і мандрівниками про передачу приватних колекцій до музею. В 1872 році колекція музею нараховувала 35 000 зразків птахів; в момент смерті Шарпа вона збільшилась до понад пів мільйона зразків. Відомі вчені, дослідники, колекціонери і мандрівники передавали свої колекції до музею. Серед них: Аллан Октавіан Юм, Осберт Селвін, Фредерік дю Кейн Годман, Генрі Сейбом, Альфред Рассел Воллес, Джон Гульд.
В 1892 році Шарп заснував Клуб британських орнітологів і редагував його бюлетень. Брав участь в написанні тринадцяти з половиною з 27 томів "Каталога птахів Британського музею" (Catalogue of the Birds in the British Museum) (1874–1898). Видав книгу «Дивоптахові» (Birds of Paradise) в двох великих томах в 1891 і 1898.
Річард Шарп описав 233 види птахів, а також 201 підвид. Також він виділив 45 родів.

## Нагороди і вшанування
Шарп отримав почесний ступінь доктора наук в Абердинському університеті. Він був членом Ліннеївського товариства і Лондонського зоологічного товариства. В 1891 році Імператор Австро-Угорщини нагородив його золотою медаллю.
На Міжнародному орнітологічному конгресі 1900 року, що відбувався в Парижі, Шарп був номінований на посаду голови наступного конгресу, що відбувся в 1905 році в Лондоні.
На честь Шарпа були названі багато видів і підвидів птахів, зокрема:
- Нікорник чорний (Apalis sharpii)
- Шпак-куцохвіст рудочеревий (Poeoptera sharpii)
- Акалат вохристий (Sheppardia sharpei)
- Єрник кенійський (Macronyx sharpei)
- Дронго прирічний (Dicrurus sharpei)
- Кратеропа маскова (Turdoides sharpei)
- Нагірник струмковий (Monticola sharpei)

На честь Шарпа також був названий рід Sharpia, нині синонім роду Ткачик (Ploceus).

## Публікації
- A Monograph of the Alcedinidae, or Family of Kingfishers. London: Self published. 1868–1871.
- Catalogue of African Birds in the Collection of R.B. Sharpe. London: Self published. 1871.
- A Monograph of the Hirundinidae. Т. (2 volumes). (with Claude Wilmot Wyatt). London: Printed for the authors. 1885–1894. (Vol. 1, Vol. 2)
- A Review of Recent Attempts to Classify Birds: an address delivered before the Second International Ornithological Congress on the 18th of May, 1891. Budapest: Office of the Congress. 1891.
- Monograph of the Paradiseidae, or Birds of Paradise, and Ptilonorhynchidae, or Bower-birds. Т. (2 volumes). London: Henry Sotheran. 1891–1898. (Vol. 1, Vol. 2)
- A Chapter on Birds: Rare British Visitors. London: Society for Promoting Christian Knowledge. 1895.
- A Hand-Book to the Birds of Great Britain. Т. (4 volumes). London: Edward Lloyd. 1896–1897. (Vol. 1, Vol. 2, Vol. 3, Vol. 4)
- Wonders of the Bird World. (illustrated by A.T. Elwes). New York: Frederick A. Stokes. 1898.
- Sketch-Book of British Birds. (illustrated by A.F. Lydon and C. Lydon). London: Society for Promoting Christian Knowledge. 1898.
- A Hand-List of the Genera and Species of Birds (Nomenclator Avium Tum Fossilium Tum Viventium). Т. (5 volumes). London: Trustees of the British Museum. 1899–1909. (Vol. 1, Vol. 2, Vol. 3, Vol. 4, Vol. 5)

## Каталоги Британського музею
- Catalogue of the Accipitres, or diurnal birds of prey, in the collection of the British Museum. (1874).
- Catalogue of the Striges, or nocturnal birds of prey, in the collection of the British Museum. (1875).
- Catalogue of the Passeriformes, or perching birds, in the collection of the British Museum. Coliomorphae... (1877).
- Catalogue of the Passeriformes, or perching birds, in the collection of the British Museum. Cichlomorphae, pt.I... (1879).
- Catalogue of the Passeriformes, or perching birds, in the collection of the British Museum. Cichlomorphae, pt.III-[IV]...  (1881–83).
- Catalogue of the Passeriformes, or perching birds, in the collection of the British Museum. Fringilliformes, pt.I... (1885).
- Catalogue of the Passeriformes, or perching birds, in the collection of the British Museum. Fringilliformes, pt.III... (1888).
- Catalogue of the Passeriformes, or perching birds, in the collection of the British Museum. Sturniformes... (1890).
- Catalogue of the Picariae in the collection of the British Museum. Coraciae... (1892).
- Catalogue of the Fulicariae... and Alectorides... in the collection of the British Museum. (1894).
- Catalogue of the Limicolae in the collection of the British Museum. (1896).
- Catalogue of the Plataleae, Herodiones, Steganopodes, Pygopodes, Alcae, and Impennes in the collection of the British Museum. (1898).